# Noviye Cheriómushki
Noviye Cheriómushki (en ruso: Новые Черёмушки) es una estación del Metro de Moscú. La estación se encuentra en la línea Kaluzhsko-Rízhskaya, entre las estaciones Profsoyúznaya  y Kalúzhskaya.

## Nombre
El nombre de la estación corresponde con el nombre del barrio en que se encuentra, el barrio de Noviye Cheriómushki.

## Historia
La estación se inauguró el 13 de octubre de 1962, convirtiéndose, durante dos años, en el segmento final de la línea.

## Diseño

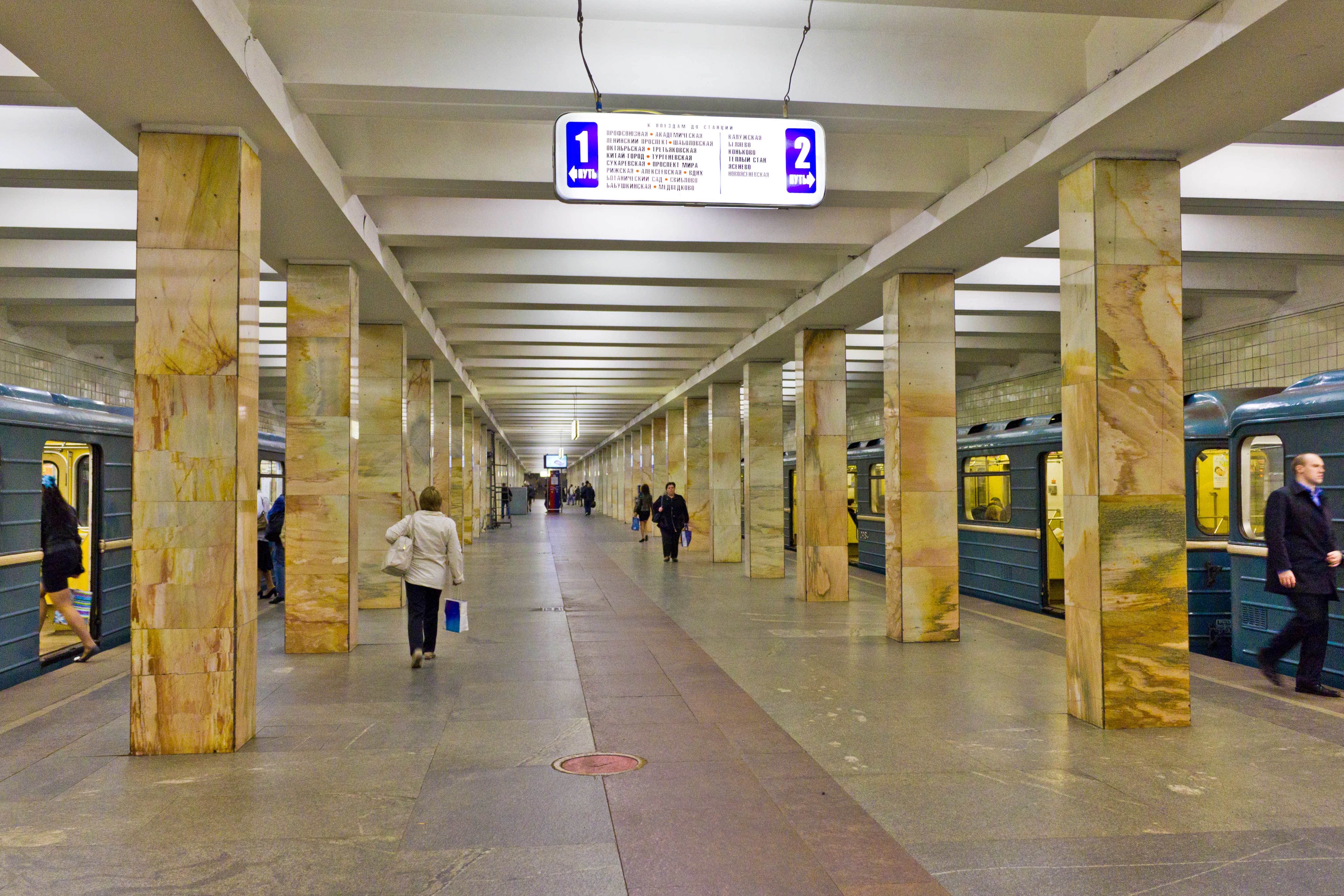
Pasillo central de la estación

Se construyó bajo los planos de M. Markovskiy y A. Ryzhkov y con un diseño de tres pasillos con columnas, contando con pilares de mármol rosado y con paredes recubiertas de azulejos con dos líneas horizontales de rojo amarronado.

## Accesos
Los accesos a la estación se encuentran en la calle Profsoyúznaya, en su intersección con la calle Garibaldi.